# Gargando
Gargando est une commune du Mali, dans le Cercle de Goundam et la région de Tombouctou.

## Population
Ce village, essentiellement composé des fractions issues de la tribu Kel Ansar (qui se revendiquent comme des descendants des Ansar de Médine), est le village qui compte le plus de personnes instruites touaregs au Mali. La communauté des ressortissants des Gargando est largement répandue sur tout le Mali et comprend les Cherifène, les Kel Razaf, les Idnane, les Kel Tinakawate, les Kel Indierene, les Kel Emmimalane etc., bien que les limites géographiques de la commune ne reflètent pas la réalité sociologique des populations.
Le chef de la tribu Kel Ansar, Mohamed Elmehdi Ag Attaher, a été maire de Gargando.

## Historique
C'est un ancien lieu de transhumance de nomades, devenu un village. La Commune Rurale de Gargando a été créée par la loi no 96-059 du 04/11/1996. Elle est limitée au nord par la Commune Rurale d’Adarmallane, au nord-ouest par la Commune Rurale de Râz-El-Mâ, au nord-est par la Commune de M’Bouna, à l’est par les communes de Télé et Goundam, à l’ouest par la Commune Rurale de Télemsi et celle d’Aljounoub, au sud-ouest par les Communes de Djanké et Soumpi, au sud par la Commune de Soboundou, au sud-est par la Commune Rurale de Tonka.
Dans les années 1970, une partie de la population de Gargando a été plus ou moins chassée, à la faveur des réformes agraires du lac Horo, vers le Mema, ce qui disloqua des familles entières et participa au dépeuplement de l'arrondissement.
En mars 2012, Bilal Ag Acherif, du Mouvement national de libération de l'Azawad (MNLA) a rencontré dans cette commune le colonel Abass Ag Mohamed Ahmed, chef d’État-major du Congrès pour la justice dans l'Azawad (CJA). À la suite de cette rencontre, les deux mouvements touaregs ont fusionné au sein du MNLA. Le CJA se reformera ultérieurement, en 2016.

## Personnalités
- Fadimata Walet Oumar, musicienne, chanteuse, militante malienne.